# دل اغواگر
دل اغواگر (انگلیسی: Tempting Heart) یک فیلم در ژانر به کارگردانی سیلویا چانگ است که در سال ۱۹۹۹ منتشر شد. از بازیگران آن می‌توان به تاکشی کانشیرو، ژیژی لیانگ، کارن موک، و سیلویا چانگ اشاره کرد.